# Фронт от Стреза
Фронтът от Стреза, създаден със Заключителната декларация на Конференцията в Стреза, е краткотрайно политическо споразумение между Италия, Франция и Великобритания, сключено на 14 април 1935 година в Стреза.
Подписано на среща на правителствените ръководители на трите страни, то препотвърждава Договорите от Локарно и тяхната позиция за запазване на независимостта на Австрия и срещу ревизия на Версайския договор. Два месеца по-късно Великобритания нарушава споразумението, сключвайки Британско-германското военноморско споразумение, което подтиква Италия към сближаване с Германия и започване на Втората италианско-етиопска война.